# یواس‌اس هنشاو (دی‌دی-۲۷۸)
یواس‌اس هنشاو (دی‌دی-۲۷۸) (به انگلیسی: USS Henshaw (DD-278)) یک کشتی بود که طول آن ۹۵٫۸۱ متر (۳۱۴٫۳ فوت) بود. این کشتی در سال ۱۹۱۹ ساخته شد.